# احمق در عشق
«احمق در عشق» ترانه‌ای از هنرمند اهل باربادوس ریانا است. این ترانه در آلبوم درجه آر (آلبوم ریانا) قرار داشت.